# University of North Carolina at Charlotte
La University of North Carolina at Charlotte (anche conosciuta come UNCC, UNC Charlotte o più semplicemente Charlotte) è un'università pubblica di Charlotte, nella Carolina del Nord, negli Stati Uniti d'America, facente parte dell'omonimo sistema universitario. L'autunno del 2021 contava oltre 24.000 studenti.

## Storia
La University of North Carolina at Charlotte venne fondata nel 1946[1] presso un luogo un tempo occupato da una fermata postale. Nel 1965, la Charlotte divenne la quarta università più grande dello Stato.